# 天方村
天方村（あまがたむら）は静岡県の西部、周智郡に属していた村である。現在の森町中北部、太田川中流域にあたる。

## 地理
- 河川：太田川、三倉川、吉川

## 歴史
- 1889年（明治22年）4月1日 - 町村制の施行により大鳥居村、葛布村、西俣村、薄場村、亀久保村、鍛冶島村、問詰村が合併して発足。
- 1955年（昭和30年）4月1日 - 森町・飯田村・園田村・一宮村と合併し、改めて森町が発足。同日天方村廃止。